# Барам (національний парк)
Національний парк Бар'ам (івр. גן לאומי ברעם) — є національним парком у Ізраїлі, між кібуцами  Саса і мошав Довев, що біля ліванського кордону. У парку є синагога  Талмудичного періоду.
Оригінальна назва села, в якій була знайдена синагога, невідома, але це свідчить про існування визначеної  єврейської громади району.